# Нора Или
Нора Или (Устер, 3. април 1984 - 23. марта 2020) била је швајцарска преобраћеница у ислам и исламска проповедница.  Била је предсједавајућа Исламског централног већа Швајцарске. Учествовала је у неколико ТВ емисија и изазвала бурне реакције са својим интелектуалним и политичким погледима.

## Младост
Рођена је као Нора Гоел (фр. Nora Gögel), 3. априла 1984. године у Устеру, (Кантон Цирих). Отац јој је био познати швајцарски психотерапеут немачког порекла, а мајка швајцарска социјална радница. Још као млада, Нора је на сопствени захтев крштена католиком.
Као тинејџерка промовисала је индивидуалне погледе на слободу, а када је напунила 18. година, преобратила се у Ислам. Отпутовала је у Дубаи, где је доживела епифанију и постала просветљена након што је чула Езан. Две недеље касније, њен супруг Касим Или (тада је био само њен момак), такође постаје исламски обраћеник. Обоје су били активни чланови Исламског централног савета Швајцарске.  До своје  двадесете године, Нора је у јавности носила никаб . Своје образовање је наставила у родном граду све док није завршила докторат теологије на универзитету у Цириху.
Током интервјуа новембра 2016. године, Или је рекла: „Раније сам имала предрасуде према муслиманима; Међутим, открила сам да ислам жене третира као бисере”. Додала је и да је закључила да постоје нека погрешна питања и веровања која произилазе из различитих култура које су приписане исламу, али немају никакве везе. Норина појава у најпознатијој ТВ емисији Ане Вил изазвао је много полемике и немира око тога да ли у ТВ емисији треба да буду заступљена радикална мишљења. Неки њени цитати показани су током интервјуа и интерпретирани као пропаганда. Као резултат те расправе, против ње је поднето неколико тужби али је тужилаштво у Хамбургу обуставило све прелиминарне истраге у фебруару 2017. године.
Појављујући се на ТВ-у и на јавним догађајима у Швајцарској и ван ње, са велом на лицу, Нора је изазвала пуно нереда. Свакодневно су је малтретирали и вређали због црног вела. Била је удата и имала је шесторо деце.

## Смрт
Нора Или умрла је 23. марта 2020. у 35. години живота у једној од бернских болница након дугогодишњег боловања од рака дојке.